# Коминек, Болеслав
Боле́слав Коми́нек (пол. Bolesław Kominek; 23 декабря 1903, Радлин II, Германская империя (ныне — Водзислав-Слёнски, Силезское воеводство, Польша) — 10 марта 1974, Вроцлав, ПНР) — польский кардинал. Титулярный епископ Софене с 26 апреля 1951 по 1 декабря 1956. Титулярный епископ Ваги с 1 декабря 1956 по 19 марта 1962. Титулярный архиепископ Евхаиты с 19 марта 1962 по 28 июня 1972. Апостольский администратор ad nutum Sanctae Sedis с 25 мая 1962 по 28 июня 1972. Архиепископ Вроцлава с 28 июня 1972 по 10 марта 1974. Кардинал-священник с титулом церкви Санта-Кроче-ин-виа-Фламиния с 5 марта 1973.